# Waldyr Brito

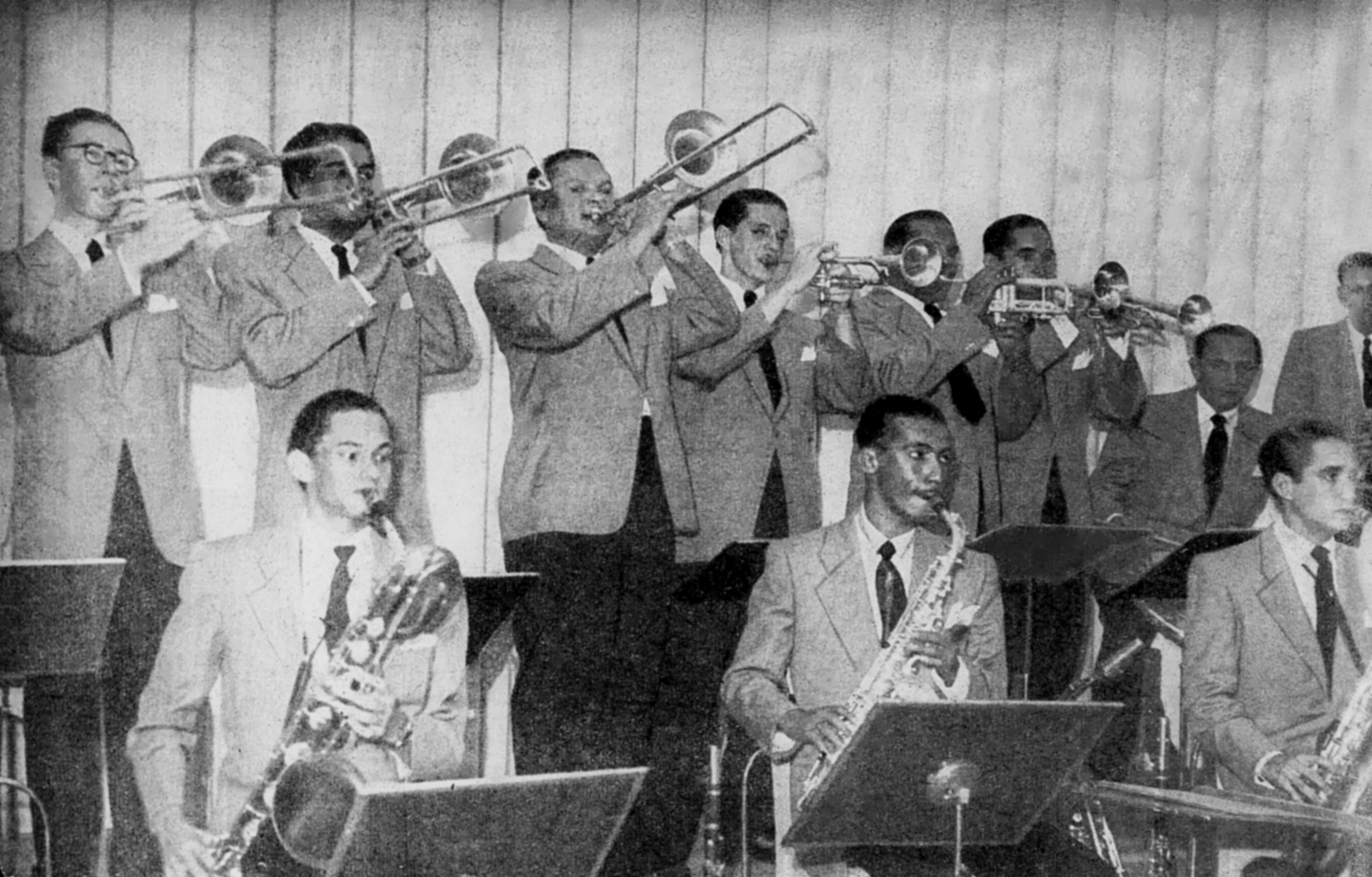
Orquestra Trabajara em 1945.

Waldyr Brito (Niterói, 10 de fevereiro de 1933 — 27 de dezembro de 2007), conhecido também como “Pássaro triste”, foi um musicista, arranjador, saxofonista, flautista e clarinetista brasileiro. Em 60 anos de carreira, fez diversas apresentações no Brasil e Europa. Integrou a Orquestra Tabajara e várias outras como a de Roberto Carlos, Rádio Tupi, Rio Jazz, Rádio Nacional, Rádio MEC, Sargentelli, Ruy Rei, Lyrio Panicalli. Além disso, participou do filme Oscarito e da formação inicial da banda do Sergio Mendes nos anos 50.[carece de fontes?]
Seu pai (Seu José) tocava saxofone nos bailes da Niterói dos anos 50. Foi pai do baterista e percussionista niteroiense André Brito.